# حروب كارناتيك
حروب كارناتيك (بالإنجليزية: Carnatic Wars)‏عدة حروب وسلسلة من النزاعات العسكرية دارت خلال منتصف القرن الثامن عشر من أجل تثبيت الخلافة بالنسبة لسلطنة المغول والسيطرة على إراضي جديدة بالنسبة لكل من مملكة فرنسا وبريطانيا العظمى، دارت هذه الحروب في نواب كرناتيك في حيدر آباد في جنوب الهند خلال الفترة بين عامي 1744-1763 وقد جرت خلال الفترة ثلاثة حروب رئيسية أدت في النهاية إلى سيطرت بريطانيا العظمى على أغلب الأراضي الهندية.

## نظرة عامة
توفي الإمبراطور المغولي أورنكزيب في عام 1707. وخلفه بهادر شاه الأول، لكن سادت حالة من الانحدار العام في السيطرة المركزية على الإمبراطورية خلال فترة ولاية جهان دار شاه ومن تلاه من الأباطرة. رسخ نظام الملك أقدام حيدر أباد بصفتها مملكة مستقلة. ونشأ صراع على السلطة بعد موته بين ابنه ناصر جونغ وحفيده مظفر جونغ، إذ قدّم هذا الصراع الفرصة التي احتاجتها فرنسا وإنجلترا للتدخل في السياسة الهندية. ساعدت فرنسا مظفر يونج بينما دعمت إنجلترا ناصر يونج. تمتعت العديد من مناطق المغول السابقة بحكم ذاتي مثل منطقة كارناتيك التي حكمها النواب دوست علي خان، على الرغم من خضوعها للنفوذ القانوني لسلالة نظام الملك في حيدر أباد. شمل التدخل الفرنسي والإنجليزي قضايا النواب. تسببت وفاة دوست علي في صراع على السلطة بين صهره تشاندا صاحب، المدعوم من الفرنسيين، ومحمد علي، المدعوم من الإنجليز.
كان الفرنسي جوزيف فرانسوا دوبلكس أحد المحرضين الرئيسين على حروب كارناتيك، وقد وصل إلى الهند في عام 1715، وترقى فأصبح حاكم شركة الهند الشرقية الفرنسية في عام 1742. سعى دوبليكس لتوسيع النفوذ الفرنسي في الهند، الذي اقتصر على عدد قليل من المواقع التجارية، وكان بونديتشيري على ساحل كورومانديل أهمها. فور وصوله إلى الهند، استقطب دوبلكس مجندين هنود تحت إمرة ضباط فرنسيين لأول مرة، وانخرط في مؤامرات مع الحكام المحليين لتوسيع النفوذ الفرنسي. على أي حال، عارضه روبرت كليف، الضابط الشاب في الجيش البريطاني الذي اتسم بالتحدي والعزم.
«أدت حرب الخلافة النمساوية في 1740 وحرب عام 1756 التي تلتها إلى صراع في الهند بصورة تلقائية ... وكان للانعكاسات البريطانية خلال حرب الاستقلال الأمريكية (1775-1783) في سبعينيات القرن الثامن عشر تأثير على الأحداث في الهند».

## حرب الكارناتيك الأولى (1746-1748)
اندلعت حرب الخلافة النمساوية في أوروبا في عام 1740. انجرّت بريطانيا العظمى نحو الحرب عام 1744، معاديةً فرنسا وحلفائها. حافظت الشركات التجارية في كلا البلدين على علاقات ودية في الهند بينما انخرطت بلدانهم الأم في حالة من الصراع المرير في القارة الأوروبية. كتب دودويل: «كانت هذه بمثابة العلاقات الودية بين الإنجليز والفرنسيين إذ أرسل الفرنسيون بضائعهم وسلعهم من بونديشيري إلى مدراس بهدف حفظها بشكل آمن». على الرغم من صدور الأوامر لمسؤولي الشركة الفرنسية بتجنب الصراع، لم يتلق المسؤولون البريطانيون أوامر مشابهة، وأُبلغوا علاوة على ذلك بقدوم أسطول تابع للبحرية الملكية. بعد أن استولى البريطانيون في البداية على عدد قليل من السفن التجارية الفرنسية، طلب الفرنسيون الدعم من مناطق بعيدة مثل جزيرة فرنسا (موريشيوس الآن)، ما تسبب في حدوث تصعيد على مستوى القوات البحرية في المنطقة. خاض القائد الفرنسي لا بوردوني والأدميرال إدوارد بيتون معركةً غير حاسمة قبالة نيغاباتام في يوليو 1746، انسحب على إثرها الأسطول البريطاني إلى البنغال. استولى الفرنسيون على نقطة التمركز البريطانية في مدراس في 21 سبتمبر 1746. وعد لا بوردوني بإعادة مدراس إلى الإنجليز، لكنْ تراجع دوبلكس عن هذا الوعد، ومنح مدراس لأنور الدين بعد الاستيلاء عليها. أرسل النواب بعدها جيشًا قوامه 10 آلاف رجل لاسترجاع مدراس من أيادي الفرنسيين، لكنه دُحر بصورة حاسمة من قبل قوة فرنسية صغيرة في معركة أديار. قام الفرنسيون بعدها بعدة محاولات للاستيلاء على حصن القديس ديفيد البريطاني في كدالور، لكن أوقفت التعزيزات الواصلة في الوقت المناسب حينها هذه المحاولات، وقلبت الطاولة في النهاية على الفرنسيين. حاصر الأدميرال البريطاني إدوارد بوسكاوين مدينة بونديتشيري في الأشهر الأخيرة من عام 1748، لكنه رفع الحصار مع ظهور أمطار الرياح الموسمية في أكتوبر.
انتهت حرب الكارناتيك الأولى مع انتهاء حرب الخلافة النمساوية في أوروبا. وفقًا لمعاهدة إكس لا شابيل (1748)، أُعيدت مدراس إلى البريطانيين مقابل استعادة حصن لويسبورغ الفرنسي في أمريكا الشمالية، الذي استولى عليه البريطانيون. ومن الجدير بالذكر أن الحرب في الهند كانت أول تجربة عسكرية لروبرت كلايف، الذي أُسر في مدراس لكنه تمكن من الهرب، وشارك بعدها في الدفاع عن كدالور وحصار بونديتشيري.

## حرب الكارناتيك الثانية (1749–1754)
على الرغم من عدم وجود حالة حرب في أوروبا، استمرت الحرب بالوكالة في الهند. على أحد الجوانب كان نصير يونج، ونظام الملك ومحمد علي المدعوم من نظام الملك، مع وجود الإنجليز في صفهم، وعلى الجانب الآخر كان تشاندا صاحب ومظفر يونغ المدعومين من الفرنسيين، إذ تنافس الجانبان على مناصب النواب في آركوت. تمكن مظفر يونج وتشاندا صاحب من الاستيلاء على آركوت، في حين سمحت وفاة ناصر يونج في وقت لاحق لمظفر يونغ بالسيطرة على حيدر أباد. كان عهد مظفر قصيرًا إذ قُتل بعد وقت قصير، وأصبح سلابات يونغ نظامًا للملك. قاد روبرت كلايف القوات البريطانية للاستيلاء على آركوت، والدفاع عنها بنجاح في عام 1751. انتهت الحرب بمعاهدة بونديتشيري، الموقعة في عام 1754، والتي اعترفت بتولّي محمد علي خان والاجاه منصب النواب في كارناتيك. حلّ تشارلز جوديو محل دوبليكس، الذي توفي فقيرًا في فرنسا.

## حرب الكارناتيك الثالثة (1756-1763)
أدى اندلاع حرب السنوات السبع في أوروبا في عام 1756 إلى تجدد الصراع بين القوات الفرنسية والبريطانية في الهند. امتدت حرب كارناتيك الثالثة إلى ما وراء جنوب الهند وإلى البنغال حيث استولت القوات البريطانية على مستوطنة تشاندرناغور الفرنسية (تشانداناغار حديثًا) في عام 1757. على أي حال، اتّخذ القرار ببدء الحرب في الجنوب، حيث دافع البريطانيون عن مدراس بنجاح، وهزم السير آير كوت بصورة حاسمة الفرنسيين تحت قيادة كومت دي لالي في معركة وانديواش في عام 1760. سقطت العاصمة الفرنسية في بونديشيري بيد البريطانيين بعد هذه المعركة في عام 1761.
انتهت الحرب بتوقيع معاهدة باريس في عام 1763، التي أعادت تشاندرناغور وبونديتشيري إلى فرنسا، وسمحت للفرنسيين بامتلاك «مصانع» (مراكز تجارية) في الهند لكنها منعت التجار الفرنسيين من إدارتها. وافق الفرنسيون على دعم الحكومات البريطانية العميلة، ثم إنهاء الطموحات الفرنسية في إمبراطورية هندية وتحويل البريطانيين إلى القوة الأجنبية المهيمنة في الهند.